# 狼之部族
在角色扮演游戏「龙与地下城」的「灰鹰」战役设定中，狼之部族（Wolf Nomads）也被称作威格维吾尔（Wegwiur），是法兰尼斯上的一个政治国家。该名称同样被用于称呼活跃在这片土地上游牧民族。

## 历史
狼之部族是曾经在320CY左右横扫过这片土地的无情部落的后裔。在可汗奥格巴努克去世后，虎之部族从部落中分裂了出去，狼之部族则被名为大可汗的统治者所统治。那之后，历任大可汗都遵从奥格巴努克大法典进行统治。大法典中记述了幻象般的传说、领袖以及部落生活的正确之道。
狼之部族从伊乌兹第一次出现在国境边上时就开始与之作战。伊乌兹声称自己领有狼之部族世世代代用于埋葬英雄的、包括奥格巴努克在内的咆哮山地。在灰鹰战争前夕，狼之部族终于在黑水浜之战中击败了伊乌兹，解开了老者对艾卢-托瓦的包围。灰鹰战争之后，恐惧之唐鼓励部落侵略伊乌兹的国度，并屠杀了大量非人类部落。

## 地理
狼之部族位于法兰尼斯的凄苦北地，位于佩里兰以北，泽塘湖沿岸。

## 居民
狼之部族的居民主要为巴克伦人，并与东边漫游者荒地的法兰人有着血缘上的混合。所以比起他们在虎之部族的同宗，狼之部落居民的肤色表现得略深一些。
每一名狼之部族的战士都必须活捉一只野狼的幼崽来通过成人仪式，并且抚养幼狼成为自己的伙伴。如今居住在艾卢-托瓦的“文明化”狼之部族成员有时候只是购买野狼幼崽来通过仪式。

### 宗教
狼之部族景仰巴克鲁尼什神祇婕什泰和伊斯图丝。由于历史上与奥尔迪安人的接触，无情部落同样也接受了奥尔迪安信仰。他们崇敬泰尔区和黑狼——也就库雷尔。对于祖先的崇拜也广泛流传在狼之部族中。
在Rose Estes的小说中，狼之部族崇拜一个被称为伟大狼母的神祇。他们称她为“我们所有人的母亲”。

### 语言
狼之部族使用奥尔代语，一种与佩尼人使用的方言十分相似的语言。

## 政府
由众多松散的部落联盟组成；世袭的领导者必须在所有的部落中都具有相当的权威（包括魅力和力量）。